# Wolf and Sheep
Wolf and Sheep és una pel·lícula dramàtica danesa-afganesa del 2016 dirigida per Shahrbanoo Sadat. Es va projectar a la secció Quinzena de directors al 69è Festival Internacional de Cinema de Canes on va guanyar el premi Art Cinema Award. És la primera entrega d'una pentalogia planificada basada en els diaris inèdits d'Anwar Hashimi. La seva seqüela, Parwareshghah, es va rodar el 2019.

## Sinopsi
Inspirat en la infantesa de la directora en un poble rural de la província de Bâmiyân, narra els somnis d'emancipació de la jove Sediqa, lluny de les tradicions i d'un matrimoni concertat per la seva família. Rodada a la frontera entre l'Afganistan i el Tadjikistan, la pel·lícula mostra la dura vida quotidiana d'una comunitat de pastors de la minoria etnoreligiosa hazara.

## Recepció
Al lloc web de l'agregador de ressenyes Rotten Tomatoes,  Wolf and Sheep  té una puntuació d'aprovació del 100% basada en 5 ressenyes, amb una puntuació mitjana de 8,50/10.

## Nominacions i premis
A mes del premi del Festival de Canes, va guanyar el premi a la millor pel·lícula de la secció Panorama al'Asian Film Festival Barcelona de 2017.